# Signals
Signals is het negende album van Rush, uitgebracht in 1982 door Anthem Records en Mercury Records. In 1997 werd het heruitgebracht. De band bleef dezelfde muzikale koers varen als op de vorige studioalbums, waarbij er meer en meer keyboards gebruikt werden. Signals betekende ook het einde van de vele instrumentale nummers die de band schreef.

## Nummers
1. Subdivisions – 5:33
2. The Analog Kid – 4:46
3. Chemistry – 4:56
4. Digital Man – 6:20
5. The Weapon (Part II of Fear) – 6:22
6. New World Man – 3:41
7. Losing It – 4:51
8. Countdown – 5:49

## Artiesten
- Geddy Lee - zang, bas, toetsen
- Alex Lifeson - gitaar
- Neil Peart - drums
- Ben Mink - viool (enkel in het nummer "Losing It")